# Adolf Frankenberg

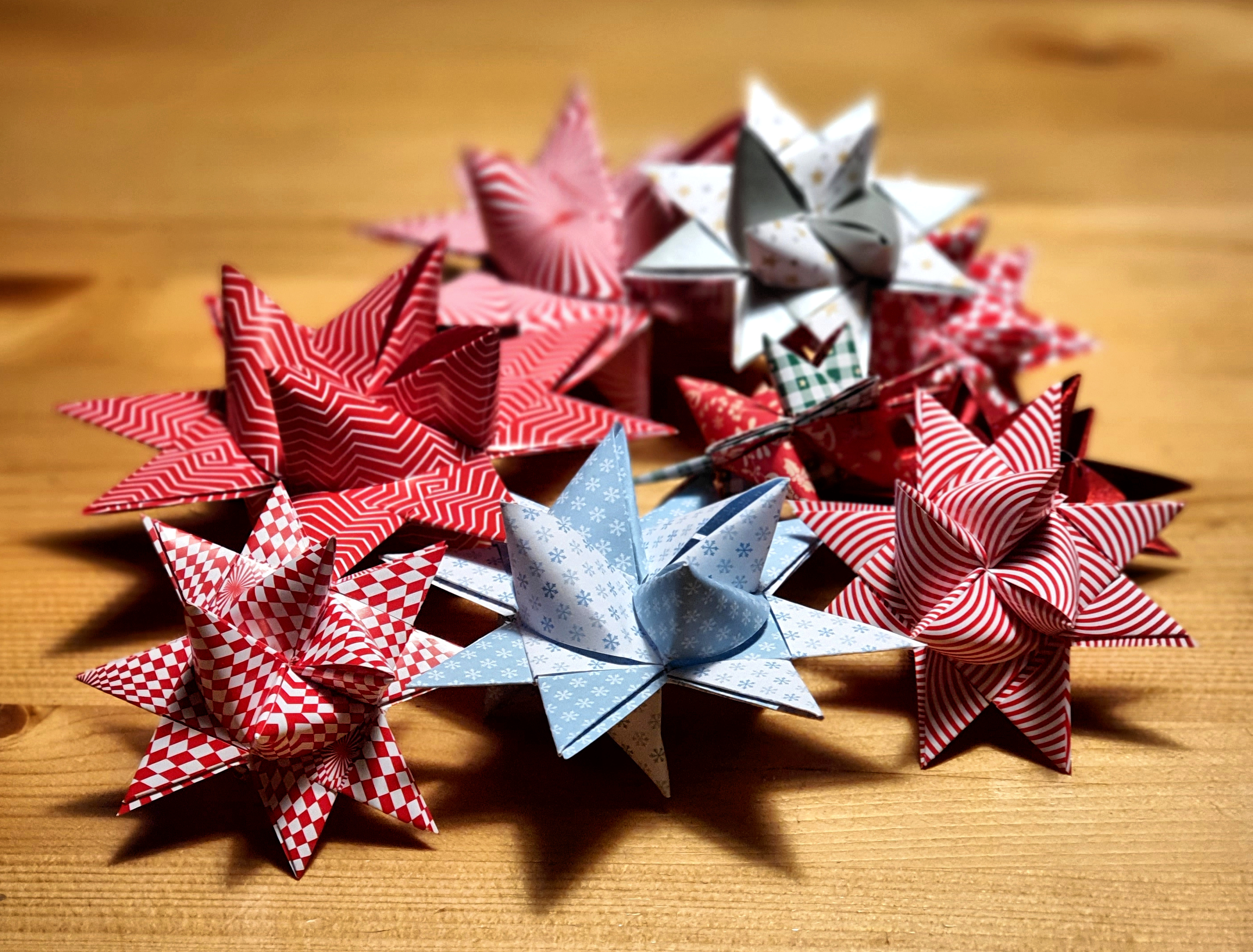
Versch. Fröblsterne

Adolf Frankenberg (vollständiger Name Adolf Friedrich August Frankenberg; und englisch Adolph Franckenberg; * 1808; † 17. Juni 1858) war ein deutscher Pädagoge. Er gründete in der ersten Hälfte des 19. Jahrhunderts den ersten Kindergarten in Sachsen.

## Leben
Frankenberg war ein Schüler des Philosophen Karl Christian Friedrich Krause.
Als Anhänger des Pädagogen Friedrich Fröbel schrieb Frankenberg im Winter 1838 ein – später von der US-Amerikanerin Harriot Ransom Milinowski übersetztes, jedoch unveröffentlichtes – Tagebuch über die Zeit im Vorfeld der Gründung des ersten Kindergartens, den Frankenberg gemeinsam mit Fröbel 1840 in Dresden als ersten Kindergarten im damaligen Königreich Sachsen in der Seilergasse 2 gründete. Frankenbergs Ehefrau Luise Frankenberg (geborene Luise Hermann, 1818–1884) – sie war Schülerin Fröbels, an dessen Ausbildungskursen in Keilhau und Dresden (1848/1849) sie teilnahm – arbeitete dort zunächst als Erzieherin und leitete die Einrichtung nach dem Tod ihres Ehemannes bis 1861.

## Archivalien
Archivalien oder Handschriften von und über Adolf Frankenberg finden sich beispielsweise
- als „Korrespondenz zwischen Adolf Frankenberg und Friedrich Fröbel“ mit 64 Briefen aus der Zeit von 1833 bis 1852 in der Bibliothek für Bildungsgeschichtliche Forschung mit Sitz in Berlin, Signatur Fröbel 428[5]
- HStA Sachsen 10747   Kreishauptmannschaft Dresden 1851 - 1874 Beaufsichtigung der Kindergärten, Warteschulen, Kinderbewahranstalten und Vorschulen

## Schriften
- Kurzgefaßte Darstellung einer naturgemäßen Erziehungsweise kleiner, noch nicht schulfähiger Kinder. Nebst Plan ausgeführt in einer dazu neubegruendeten Anstalt in Dresden; Allen Aeltern und Kinderfreunden gewidmet. Ein Beitrag zu der so folgenreichen, echten Pflege der zarten Kindheit. Arnoldische Buchhandlung, Dresden/Leipzig 1840.
- Plan zu einer häuslichen Lehr- und Erziehungsanstalt. Nebst Gedanken, Erfahrungen und Vorschlägen über eine frühzeitige und naturgemäße Erziehung. Arnold, Dresden 1845
- Der Kindergarten als Berufsschule für Jungfrauen. Ein Plan zur Bildung junger Mädchen nach dem vierzehnten Jahre. Arnold, Dresden 1848. (Digitalisat über die Sächsische Landesbibliothek – Staats- und Universitätsbibliothek Dresden (SLUB))